# Блажіївка
Блажі́ївка — село в Україні, у Самгородоцькій сільській громаді Хмільницького району Вінницької області. Населення становить 461 осіб.
Названо на честь ружинського старости Блажея Бурчак-Абрамовича (1750-?) — сина власника села Кордишівка польського шляхтича, підчашого гостинінського Якуба Бурчак-Абрамовича (1720—1764).
У 1774 коштом Блажея Бурчак-Абрамовича побудували церкву з дубових колод.

## Географія
У селі бере початок річка Фоса, права притока Роставиці.

## Історія
Село Блажіївка своєю назвою зобов'язана колишньому господареві села Блажею Яковичу Бурчак-Абрамовичу, старості ружинському, який опікувався людьми села, згуртовував їх, на його честь і назвали населений пункт.
Станом на 1885 рік у колишньому власницькому селі Дубово-Махаринецької волості Бердичівського повіту Київської губернії мешкало 565 осіб, налічувалося 48 дворових господарств, існували православна церква, школа, постоялий будинок, водяний і вітряний млин.
За переписом 1897 року кількість мешканців зросла до 965 осіб (464 чоловічої статі та 501 — жіночої), з яких 930 — православної віри.
27 грудня 2018 року парафія Свято-Покровського храму УПЦ МП приєдналася до Української Помісної Церкви.

## Галерея

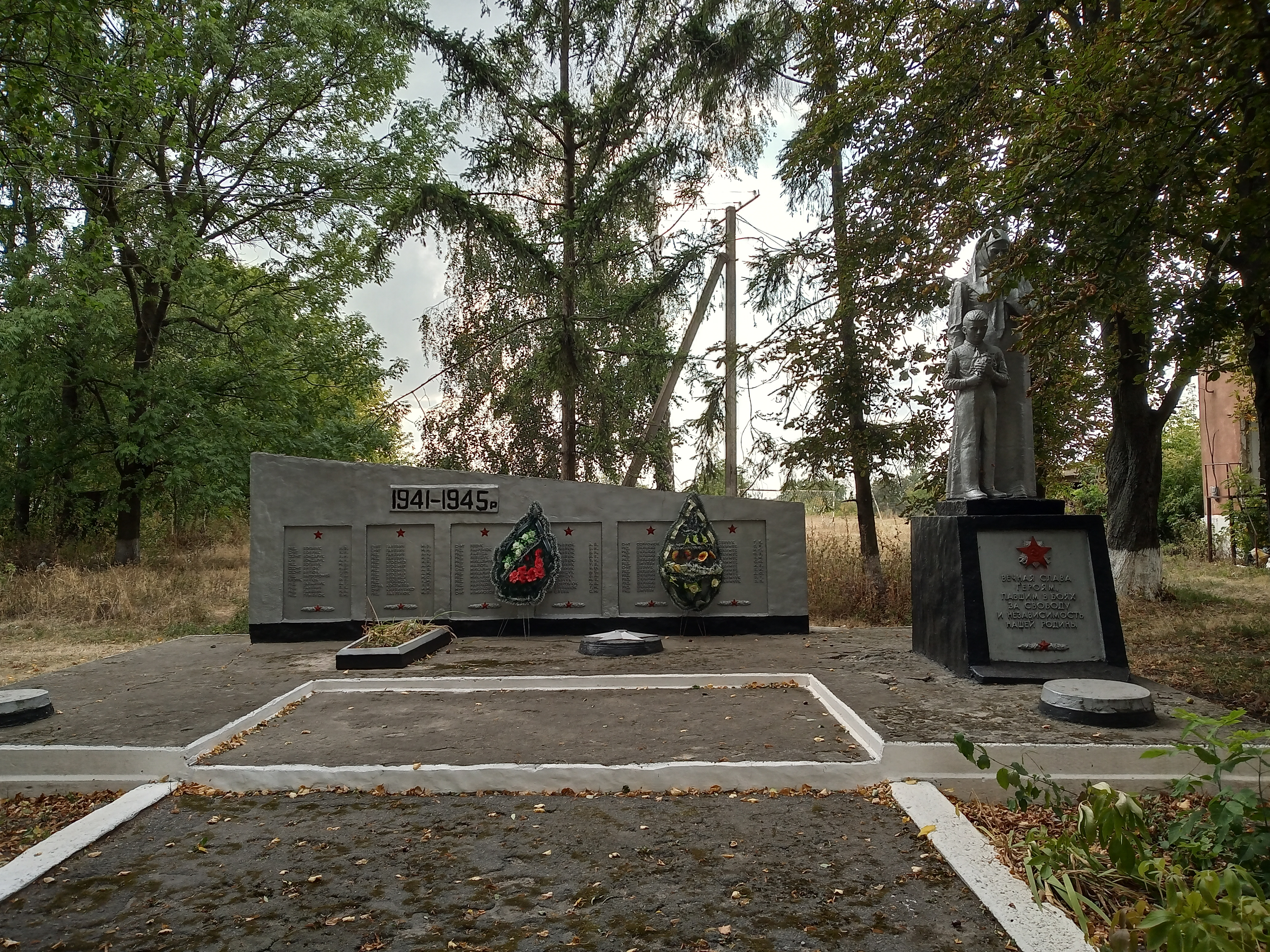
Меморіал загиблим радянським воїнам у Другій світовій війні
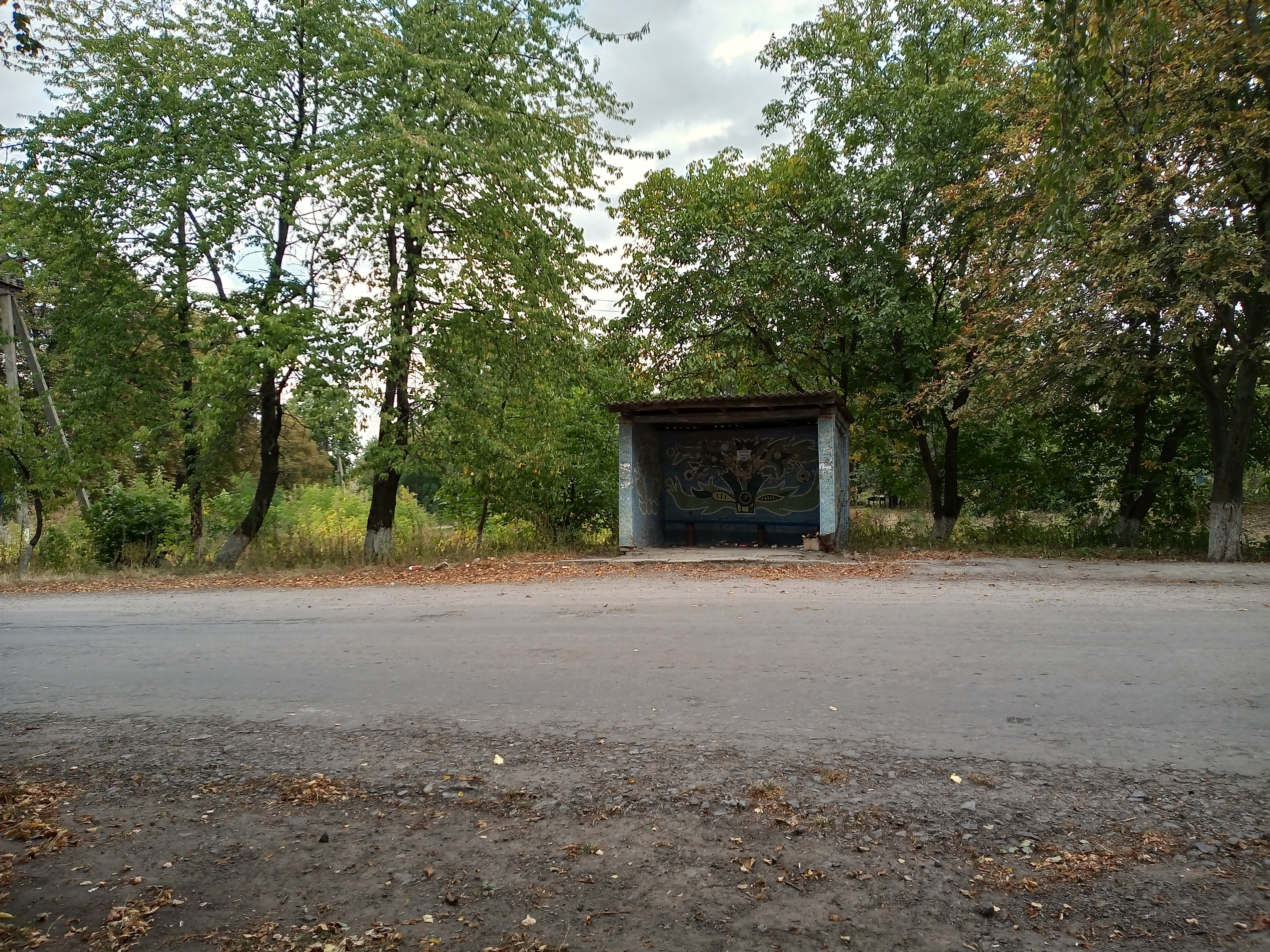
Автобусна зупинка
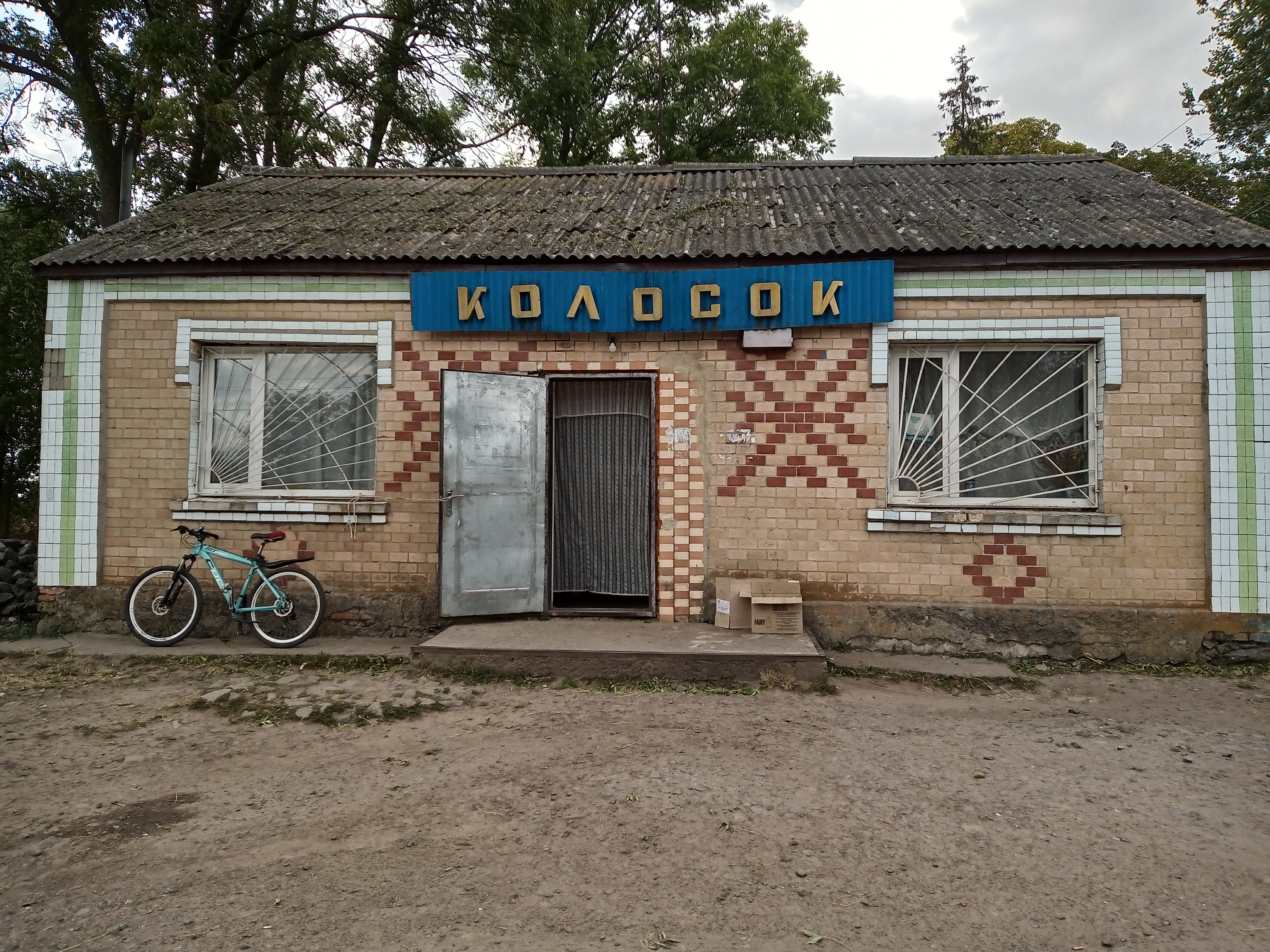
Місцевий магазин
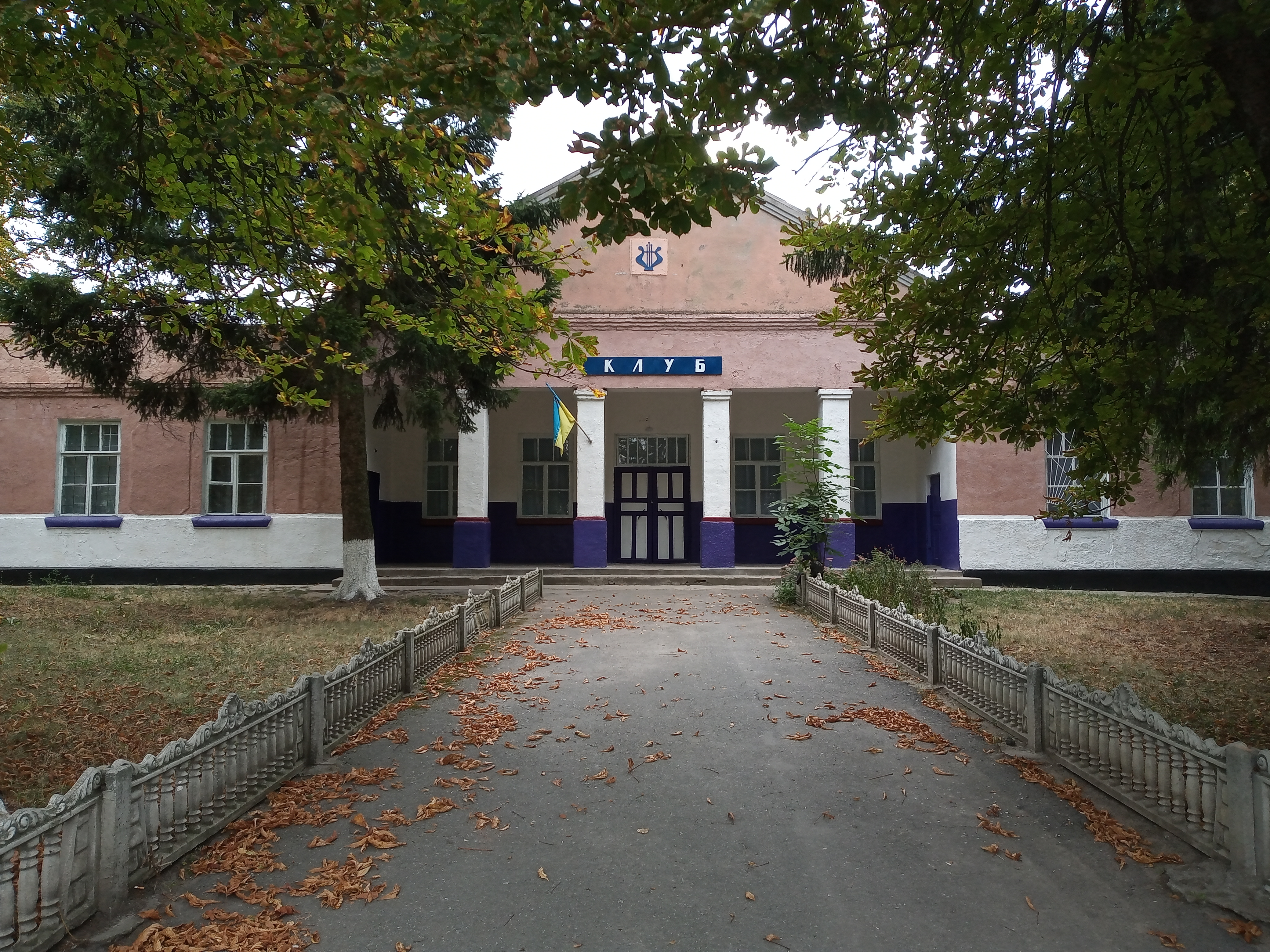
Сільський клуб